# Bolesław Kapuściński
Bolesław Kapuściński (ur. 29 września 1850 w Środzie, zm. 24 kwietnia 1921 w Poznaniu) – polski lekarz, działacz Poznańskiego Towarzystwa Przyjaciół Nauk, współzałożyciel i wieloletni skarbnik Towarzystwa Czytelni Ludowych.

## Życiorys
Był synem Izabeli z Dobrowolskich i Macieja Józefa Kapuścińskiego (1811–1873), lekarza, działacza wielkopolskiego, uczestnika powstania listopadowego (m.in. pod Grochowem). Uczył się w Gimnazjum św. Marii Magdaleny w Poznaniu, gdzie jego kolegami byli m.in. Witold Skarżyński (zob. Spławie), Władysław Motty, Kazimierz Morawski, Witold Korytowski. Przed wybuchem wojny francusko-pruskiej (1870–1871) rozpoczął studia medyczne na Uniwersytecie Berlińskim, a w czasie wojny pracował w szpitalach wojennych. Po wojnie uzyskał w roku 1873 doktorat na podstawie rozprawy pt. Ueber Retroperitonacal-Sarcome. W roku 1874 zdał egzamin rządowy, otrzymując uprawnienia do praktyki lekarskiej.
Po krótkich dodatkowych studiach na Uniwersytecie Wiedeńskim wrócił na Środy Wielkopolskiej (1875). Wkrótce przeniósł się do Poznania, gdzie prowadził praktykę lekarską (został zapamiętany jako lekarz zdolny i bezinteresowny) i prace naukowe, współpracując m.in. z Teofilem Kaczorowskim. Wyniki badań publikował w czasopismach polskich i niemieckich (np. O operatywnym leczeniu ropiastych wysięków opłucnej, Przegląd Lekarski 1881, nr 13). Referował je również na posiedzeniach Wydziału Lekarskiego Poznańskiego Towarzystwa Przyjaciół Nauk.
Był aktywnym uczestnikiem działań, zmierzających do zachowania polskości w zaborze pruskim. W roku 1880 był jednym z założycieli oświatowego Towarzystwa Czytelni Ludowych w Poznaniu, które zakładało biblioteki i czytelnie oraz organizowało odczyty (kontynuowało działalność Towarzystwa Oświaty Ludowej, zlikwidowanego przez pruską policję w roku 1879). Od chwili założenia Towarzystwa przez 41 lat pełnił bezinteresownie funkcję jego skarbnika. Był przyjacielem Heliodora Święcickiego, założyciela i pierwszego rektora Wszechnicy Piastowskiej, do którego napisał w roku 1919 z okazji imienin:

Kochany Heliodorze! […] po raz pierwszy Swe imieniny obchodzisz nie tylko w wolnej już Ojczyźnie, ale jako Rektor naszej Piastowskiej wszechnicy, o czem przecie w najwybujalszych snach młodzieńczych ani marzyłeś.
Wierzyliśmy, co prawda, że ta niewola nasza kiedyś wreszcie przeminie, lecz powszechnie sądziliśmy, iż długie lata się przesuną, zanim runą te silne Kolosy, które Opatrzność zdmuchnęła w sposób przez nas ani przypuszczalny.
A cóż dopiero pomyśleć, że wśród wojennej zawieruchy, zanim te wiekowe pęta spadną z rąk, z całego Pruskiego zaboru i ze Śląska, wzniesie się z palących zgliszczy świątynia nauki, której Ty będziesz arcykapłanem.
Czyż to nie UNIKAT w tysiącleciach historii narodów?
Życzę Ci tedy, Kochany Heliodorze, by nie była za ciężką ta praca, jaką wszechnicowe obowiązki na Twe spracowane złożyły barki, byś, z wrodzoną Ci młodzieńczą siłą i werwą łamiąc trudności, stworzył dzieło wiekopomne, przynoszące Ojczyźnie światową sławę…

## Życie prywatne
Był dwukrotnie żonaty. Pierwszą żoną była Stanisława Benda, drugą – Stefania Stanisława z domu Arkuszewska h. Jastrzębiec. Z drugą żoną miał dwoje dzieci: córkę Irenę (później żonę okulisty, prof. Jana Stasińskiego) i syna Witolda Macieja – późniejszego profesora-okulistę na Wydziale Lekarskim Uniwersytetu Poznańskiego, prezesa Polskiego Towarzystwa Okulistycznego i Wydziału Lekarskiego Poznańskiego Towarzystwa Przyjaciół Nauk.
Zmarł w Poznaniu 24 kwietnia 1921, wskutek tragicznego wypadku.